# William Lescaze
Pour les articles homonymes, voir Lescaze.
William Edmond Lescaze (27 mars 1896 à Onex, Genève - 9 février 1969 à New York) était un architecte suisse.
Il étudia à l'École polytechnique fédérale de Zurich, Suisse, où il obtint son diplôme d'architecte en 1919. L'année suivante, il émigra aux États-Unis. Il travailla d'abord comme dessinateur chez Hubbell & Benes à Cleveland dans l'Ohio, avant de créer son propre bureau à New York en 1923. 
Le bâtiment du Philadelphia Savings Fund Society construit en 1932, dessiné par Lescaze et George Howe, est considéré comme la première réalisation d'un gratte-ciel moderniste.
Il enseigna ensuite le design industriel au Pratt Institute entre 1943 et 1945. 
Parmi ses constructions on remarquera le CBS Columbia Square, bureaux et lieu de tournage de la CBS sur Sunset Boulevard ou le One New York Plaza à Manhattan, New York. On lui doit également la chancellerie de l'ambassade suisse à Washington, construite en 1959. 
Il est décédé à New York en 1969.

## Récompense
- Certificate of Merit Award de l'Association des Architectes de New York (American Institute of Architects AIA)